# ستيفن روش
ستيفن روش (بالإنجليزية: Stephen Roche)‏ مواليد 28 نوفمبر 1959 في دبلن، مقاطعة دبلن، جمهورية أيرلندا، هو دراج أيرلندي سابق. سبق أن شارك في دورة الألعاب الأولمبية الصيفية.

## سباقات أو مراحل فاز بها
- طواف فرنسا
- بطولة العالم لسباق الدراجات على الطريق
- طواف إيطاليا

## روابط خارجية
- ستيفن روش على موقع أرشيف الدراجات (الإنجليزية)
- ستيفن روش على موقع إحصائيات الدراجات الإحترافية (الإنجليزية)
- ستيفن روش على موقع CycleBase (الإنجليزية)
- ستيفن روش على موقع أوليمبيديا (الإنجليزية)